# الطريق الوطنية رقم 17 (المغرب)
الطريق الوطنية رقم 17 هي طريق وطنية تربط بين السعيدية والكويرة، ويبلغ طولها الإجمالي 2877 كلم.

## الفروع
| رقم الطريق | إتجاه الطريق                                               | الطول  | الخريطة |
| ---------- | ---------------------------------------------------------- | ------ | ------- |
| ط و 17 أ   | من الريصاني إلى الطاوس                                     | 63 كلم |         |
| ط و 17 ب   | من السمارة إلى أمكالة                                      | 40 كلم |         |
| ط و 17 ج   | من كلتة زمور إلى الحدود الموريتانية (في إتجاه بير موغرين)  | 85 كلم |         |
| ط و 17 د   | من ميجيك إلى الحدود الموريتانية (في إتجاه الجنوب)          | 70 كلم |         |
| ط و 17 هـ  | من أغوينيت إلى الحدود الموريتانية (في إتجاه الشمال الشرقي) | 80 كلم |         |
| ط و 17 و   | من أغوينيت إلى الحدود الموريتانية (في إتجاه الجنوب)        | 90 كلم |         |